# 花鰭歧鬚鮠
花鰭歧鬚鮠，又名天使歧鬚鮠、天使鯰，是輻鰭魚綱鯰形目倒立鯰科的其中一種。

## 分布
本魚分布於非洲剛果河流域。

## 特徵
本魚幼魚體色為黑色，魚體上遍布白色斑點。成魚的體色為淡灰色，魚體上斑點較少，具長基部脂鰭，尾鰭呈琴狀，各鰭據斑紋。吻呈鉤狀，具三對觸鬚。體長可達55公分。

## 生態
本魚棲息泥底質水草茂盛的水域，性情溫和，屬肉食性。

## 經濟利用
目前剛果民主共和國禁止出口，故本魚價格相當高。